# Estación de Casa del Reloj
Casa del Reloj es una estación de la línea 12 del Metro de Madrid situada bajo la avenida de Gibraltar, en el centro de Leganés. La estación abrió al público el 11 de abril de 2003.

## Accesos
Vestíbulo Casa del Reloj
- Casa del Reloj Avda. de Gibraltar, 2
- Avenida de Gibraltar, impares Avda. de Gibraltar, 13
- Ascensor Avda. de Gibraltar, 2

## Líneas y conexiones

### Metro
| << cabecera | < estación      | línea | estación >            | cabecera >> |
| ----------- | --------------- | ----- | --------------------- | ----------- |
| circular    | Julián Besteiro |       | Hospital Severo Ochoa | circular    |

### Autobuses
| Diurnos |                           |                                            |                |
| Línea   | Destino                   | Parada                                     | Operador       |
| 1       | Vereda de los Estudiantes | 12745 Av. Gibraltar-Casa del Reloj (N.º 9) | Empresa Martín |
| 1       | La Fortuna                | 12744 Av. Gibraltar-Casa del Reloj (N.º 2) | Empresa Martín |

| Diurnos   |                                     |                                                                                     |                           |
| Línea     | Destino                             | Parada                                                                              | Operador                  |
| 450       | Getafe                              | 12745 Av. Gibraltar-Casa del Reloj (N.º 9)                                          | Avanza Movilidad Integral |
| 483       | Leganés (Vereda de los Estudiantes) | 12745 Av. Gibraltar-Casa del Reloj (N.º 9)                                          | Empresa Martín            |
| 450       | Alcorcón                            | 12744 Av. Gibraltar-Casa del Reloj (N.º 2)                                          | Avanza Movilidad Integral |
| 483       | Madrid (Aluche)                     | 12744 Av. Gibraltar-Casa del Reloj (N.º 2)                                          | Empresa Martín            |
| 468       | Griñón - Casarrubuelos/Serranillos  | 07896 Av. Museo-Pza. Joan Manuel Serrat (N.º 4) (sentido Centro)                    | Avanza Movilidad Integral |
| 481       | Leganés (Parquesur-Hospital)        | 07896 Av. Museo-Pza. Joan Manuel Serrat (N.º 4) (sentido Centro)                    | Empresa Martín            |
| 468       | Getafe (Getafe Central)             | 07895 Av. Museo-Pza. Joan Manuel Serrat (N.º 4) (sentido Vereda de los Estudiantes) | Avanza Movilidad Integral |
| 481       | Madrid (Oporto)                     | 07895 Av. Museo-Pza. Joan Manuel Serrat (N.º 4) (sentido Vereda de los Estudiantes) | Empresa Martín            |
| 480       | Leganés (Leganés Central)           | 07920 Av. Doctor Martín Vegue-Av. La Mancha (N.º 37)                                | Empresa Martín            |
| 484       | Leganés (Leganés Central)           | 07920 Av. Doctor Martín Vegue-Av. La Mancha (N.º 37)                                | Empresa Martín            |
| 480       | Madrid (Plaza Elíptica)             | 07897 Av. Doctor Martín Vegue-Av. Gibraltar (N.º 26)                                | Empresa Martín            |
| 484       | Madrid (Oporto)                     | 07897 Av. Doctor Martín Vegue-Av. Gibraltar (N.º 26)                                | Empresa Martín            |
| Nocturnos |                                     |                                                                                     |                           |
| Línea     | Destino                             | Parada                                                                              | Operador                  |
| N802      | Leganés (Vereda de los Estudiantes) | 12745 Av. Gibraltar-Casa del Reloj (N.º 9)                                          | Empresa Martín            |
| N804      | Fuenlabrada                         | 12745 Av. Gibraltar-Casa del Reloj (N.º 9)                                          | Empresa Martín            |
| N802      | Madrid (Atocha)                     | 12744 Av. Gibraltar-Casa del Reloj (N.º 2)                                          | Empresa Martín            |
| N804      | Madrid (Atocha)                     | 12744 Av. Gibraltar-Casa del Reloj (N.º 2)                                          | Empresa Martín            |